# Max Krahner
Max Hermann Richard Krahner (* 8. März 1904 in Neustadt an der Orla; † 31. Mai 1997 in Köln) war ein deutscher SS-Hauptsturmführer und Führer des Sonderkommandos 1005-Mitte.

## Leben
Max Krahner war der Sohn eines Lederfabrikanten. Aus seiner im Jahre 1934 geschlossenen ersten Ehe hatte Krahner fünf Kinder. Nach dem Tode der Ehefrau am 8. Mai 1943 schloss Krahner am 15. Juli 1944 seine zweite Ehe, aus der ein weiteres Kind hervorging.
Er besuchte in Neustadt die Volksschule und die Oberrealschule und erlernte dann im väterlichen Betrieb das Gerberhandwerk. Nach Bestehen der Gesellenprüfung und weiterer Ausbildung in einer Gerbereifachschule legte er 1923 die abschließende allgemeine Fachprüfung ab. Bis 1932 arbeitete er in der Lederfabrik seiner Eltern, danach bis 1936 als Angestellter im Betrieb seines Onkels.
Zum 1. Januar 1931 trat er der NSDAP bei (Mitgliedsnummer 472.617). Am 15. Mai 1933 wurde er Mitglied der SS (SS-Nr. 9777). Ab November 1936 war Krahner hauptamtlich für den SD-Oberabschnitt Leipzig tätig. Im August 1937 wechselte er zum Unterabschnitt Magdeburg-Anhalt nach Dessau. Ende 1937 wurde er Leiter der SD-Außenstelle in Jena. Im Mai 1943 kam er zum Einsatzkommando 4a in Konotop. Anschließend wurde er bei der Dienststelle des Befehlshabers der Sicherheitspolizei und des SD in Minsk eingesetzt. Am 7. Dezember 1943 wurde Krahner Führer des Sonderkommandos 1005-Mitte und im Oktober 1944 nach Salzburg abkommandiert. Dort wurde die Einsatzgruppe z.b.V. „Iltis“ unter der Führung des SS-Standartenführers Paul Blobel aufgestellt. Krahner leitete bis Kriegsende das Einsatzkommando 13 im Raum Klagenfurt.
Im Mai 1945 geriet er in britische Kriegsgefangenschaft, aus der er im Juni 1948 entlassen wurde. Wegen seiner Zugehörigkeit zum SD verurteilte ihn das Spruchgericht Bielefeld im Januar 1948 zu zwei Jahren Gefängnis. Die Strafe galt durch die Zeit seiner Kriegsgefangenschaft als verbüßt. Ab Mai 1950 arbeitete Krahner als kaufmännischer Angestellter in Unternehmen zur Herstellung von Bürobedarfsartikeln in Köln. Am 3. Dezember 1966 kam er in Untersuchungshaft. Am 9. Februar 1968 wurde er vom Landgericht Hamburg wegen gemeinschaftlichen Mordes in drei Fällen und Beihilfe zum Mord in sechs Fällen zu lebenslangem Zuchthaus verurteilt.
Im Jahre 1977 wurde er begnadigt.